# 예비등기
예비등기란 장래 행하게 될 종국등기에 대비하여, 그 권리를 미리 보전하기 위한 등기이다. 등기 본래의 효력인 물권변동과는 직접 관계가 없고, 장래 행하게 될 종국등기에 대비하여 그 권리보전을 하기 위한 등기이다.
예비등기만으로는 대항력을 발생시키지 못한다는 점에서 본등기와는 다르다. 예고등기와 가등기 두 종류가 있다.

## 참고 문헌
- 국세청 홈페이지 용어사전

## 같이 보기
- 본등기
- 가등기
- 가압류
- 가처분
- 등기